# Río Aguas Limpias
El río Aguas Limpias (en aragonés: Gualempeda) es un río pirenaico que discurre íntegramente por el término municipal español de Sallent de Gállego, en el Valle de Tena (Huesca). Constituye el primer afluente del río Gállego por la izquierda.
Nace en la ladera de pico Gran Facha. Una vez pasado el ibón de Respomuso, (ibón embalsado donde confluyen diversos arroyos procedentes del circo de Piedrafita) comienza a descender en dirección sur. Vuelve a ser represado más abajo en el embalse de La Sarra. Desemboca finalmente en el río Gállego en las inmediaciones de Sallent, tras atravesar dicha población, antes de llegar al embalse de Lanuza.
El tramo entre el paso del Onso y los llanos de Tornalizas es un recorrido habitual para la práctica del barranquismo.
- Datos: Q8191872
- Multimedia: Aguas Limpias River / Q8191872